# Simon Terry
Simon Terry (n. 27 martie 1974, Stirling, Scoția, Regatul Unit – d. 19 iulie 2021) a fost un arcaș ce a reprezentat Regatul Unit al Marii Britanii și al Irlandei de Nord, medaliat olimpic. A participat la 3 ediții ale Jocurilor Olimpice (1992, 2008, 2012) în care a câștigat două medalii de bronz.